# Catolicosado de la Gran Casa de Cilicia
El catolicosado de la Gran Casa de Cilicia o Santa Sede de Cilicia (en armenio: Կաթողիկոսութիւն Հայոց Մեծի Տանն Կիլիկիոյ, romanizado: Kat’voghikosut’iwn Hayots’ Metsi Tann Kilikioy) es una Iglesia autocéfala integrante de la Iglesia apostólica armenia. Se trata de un catolicosado con sede en el Líbano. Desde el 30 de junio de 1995 su catolicós es Aram I Keshishian.

## Territorio y organización
El catolicosado de la Gran Casa de Cilicia extiende su jurisdicción sobre los fieles apostólicos armenios en Siria, Chipre, Irán, Grecia y el Líbano. El catolicosado de Cilicia ha tenido una historia de tensión con la sede de Echmiadzin y ambos mantienen jurisdicciones por separado en América del Norte, Grecia y Siria.
La división en dos catolicosados de la Iglesia apostólica armenia no significa que ambos estén en cisma entre sí. Según el catolicosado de Cilicia los dos catolicós armenios existentes (Cilicia y Echmiadzin) tienen los mismos derechos y al catolicós de Echmiadzin se le concede una primacía honoraria. Según el catolicosado de Echmiadzin, el catolicós de Cilicia es sólo un catolicós regional y está subordinado al supremo catolicós de todos los armenios en Echmiadzin en todos los asuntos espirituales. Las relaciones entre ambos catolicosados fueron delineadas en un sínodo en 1652 en Jerusalén.
El rango de arzobispo no es asignado a las prelacías, sino a algunos prelados en particular por decisión del catolicós. Los prelados son nombrados por asambleas representativas diocesanas y ratificados por el catolicós, quien los ordena al episcopado. Las sedes vacantes son cubiertas por vicarios pontificales designados por el catolicós.
En las Iglesias armenias, tanto las apostólicas como la católica, el nombre en idioma armenio utilizado para las circunscripciones eclesiásticas es «Թեմ» (se translitera «t'em»), que corresponde a las divisiones administrativas del Imperio bizantino, las temas, de la misma manera que en la Iglesia occidental se usa la palabra diócesis en correspondencia con las divisiones administrativas del Imperio romano, las diócesis. De esta forma, los armenios distinguen entre las diócesis armenias y las diócesis latinas y de otras Iglesias occidentales que llaman «Դիոցեզ» (se translitera «diots’ez»). La palabra «Թեմ» se traduce al inglés como «prelacy», de donde en español se adopta la palabra prelacía para denominar a las circunscripciones eclesiásticas armenias.
- Prelacía del Líbano: con sede en Beirut y oficinas adicionales en Burj Hammoud, cubre todo el Líbano y es un organismo separado del catolicosado con sede en Antelias. Cuenta con 14 iglesias.[7] La diócesis fue creada en 1742 por el primer patriarca armenio católico y posteriormente se dividió entre armenios católicos y ortodoxos. Perteneció al patriarcado armenio de Jerusalén hasta 1929. Desde el 27 de julio de 2020 su prelado, que lleva el título de primado, es el arzobispo Shahe Panossian.[8]
- Prelacía de Beroea: con sede en Alepo, Siria, cubre las gobernaciones de Alepo, Deir ez-Zor, Idlib, Latakia, Al-Raqa y Tartus. La diócesis de Beroea (nombre griego de Alepo) fue fundada en 1432 bajo dependencia del catolicós de Cilicia.[9] Hovakim de Beroea fue su primer obispo hasta 1442.[9] Es una de las diócesis supervivientes anteriores a 1915. Entre 1710 y 1742 tuvo un obispo católico que dio origen a la división del catolicosado de Cilicia. Cuenta con 17 iglesias (al menos la mitad dañadas durante la guerra civil siria) y una capilla. En 1864 la diócesis fue dividida entre Alepo y Antioquía. En 1932 la diócesis fue de nuevo dividida para crear la prelacía de Antioquía al unir la prelacía de Latakia -que perteneció al patriarcado armenio de Jerusalén hasta 1929- con parte de la de Alepo (Alejandreta, Antioquía y Suadiye, que fueron incorporadas a Turquía en 1939 y la ciudad siria de Kessab), mientras que Homs, Hama y Salamíe pasaron a la prelacía de Damasco y Alepo anexó el resto del norte de Siria hasta el valle del río Éufrates. En 1939 la prelacía de Antioquía fue suprimida y las áreas sirias pasaron a la prelacía de Alepo. En 1942 la gobernación de Hasaka pasó a ser un vicariato bajo control de la prelacía de Beroea.[10] Desde el 26 de octubre de 2022 su prelado es el arzobispo Magar Ashkarian.[11]
- Vicariato armenio de Jazira: con sede en Qamishli, Siria. Fue creado en 1942 con la gobernación de Hasaka. Está administrado por la prelacía de Beroea y cuenta con 3 iglesias y una capilla. A su frente se halla como vicario pontifical el sacerdote Levon Yeghiayan.[12]
- Prelacía de Damasco: con sede en Damasco, Siria. Fue creada a mediados del siglo XV por el patriarcado armenio de Jerusalén, al que perteneció hasta 1929. En 1956 la diócesis pasó al control de Echmiadzin, aunque permanece listada por el catolicosado de Cilicia como propia.[13]
- Prelacía de Chipre: con sede en Nicosia, Chipre. Fue fundada en 973, siendo la más antigua del catolicosado. Perteneció al patriarcado armenio de Constantinopla hasta 1929. En ocasiones estuvo bajo el patriarcado armenio de Jerusalén (1775-1799, 1812-1837, 1848-1861, 1865-1877, 1888-1897, 1898-1908), el patriarcado armenio de Constantinopla (1799-1812, 1861-1864, 1877-1888, 1897-1898, 1908-1921), y el catolicosado de Echmiadzin (1864-1865). Cuenta con 3 iglesias y 3 capillas. La antigua catedral quedó en poder turco chipriota en 1964 y debió construirse otra en el área griega en 1984. Otras dos iglesias quedaron bajo ocupación turca desde 1974.[14] Desde el 22 de julio de 2024 el arzobispo Gomidas Ohanian es vicario pontifical en Chipre.[15]
- Prelacía del Oriente de los Estados Unidos de América: con sede en Nueva York desde 1958 cuando fue creada la prelacía de América del Norte, en donde está la Saint Illuminator’s Armenian Apostolic Cathedral. Se extiende en Estados Unidos desde la costa este hasta el río Misisipi. Cuenta con 19 parroquias en los estados de: Connecticut: 1, Illinois: 3, Massachusetts: 5, Míchigan: 1, Nueva Jersey: 1, Nueva York: 4, Pensilvania: 1, Rhode Island: 1, Washington D. C.: 1, Wisconsin: 1. Además hay iglesias en: Florida: 2, Ohio: 1, Georgia: 1, Nueva York: 1, Luisiana: 1.[16] Desde el 12 de septiembre de 2018 su prelado es el obispo Anoushavan Tanielian.[17]
- Prelacía del Occidente de los Estados Unidos de América: con sede en La Crescenta (suburbio de Los Ángeles), la Holy Cross Armenian Apostolic Cathedral está en Montebello. Fue establecida en 1973 al dividirse en dos la prelacía de Estados Unidos. Cubre el oeste de Estados Unidos desde el río Misisipi y cuenta con 13 parroquias en los estados de: Colorado: 1, California: 11, Nevada: 1.[18] Desde el 19 de abril de 2024 su prelado es el arzobispo Kegham Khatcherian.[19][20]
- Prelacía de Canadá: con sede en Montreal en donde está la Sourp Hagop Armenian Apostolic Cathedral, cubre todo Canadá. Fue separada en 2002 de la prelacía del Oriente de los Estados Unidos. Cuenta con 8 iglesias en las provincias de: Quebec: 2, Ontario: 4, Columbia Británica: 1, Manitoba: 1.[21] Desde 2016 su prelado es el obispo Papken Tcharian.
- Prelacía de Grecia: con sede en Atenas, cubre toda Grecia. Fue establecida en 1958 al dividirse la diócesis griega dependiente del patriarcado armenio de Constantinopla. Cuenta con 9 iglesias. Desde 1 de julio de 2024 el prelado es el obispo Sahag Yemishian.[22][23]
- Prelacía de Isfahán: con sede en Nueva Julfa, cubre en Irán las provincias de: Fars, Juzestán, Bushehr, Chahar Mahal y Bajtiarí, Kohkiluyeh y Buyer Ahmad, Isfahán, Yazd, Lorestán, Ilam, Hormozgán, Kermán y Sistán y Baluchistán.[24] Creada en 1606, hasta 1958 fue la diócesis de Persia e India dependiente de Echmiadzin. En 1960 fue renombrada a Isfahán y el Sur de Irán y en 1995 a solo Isfahán. Cuenta con 15 iglesias. Tiene a su frente como vicario pontifical al obispo Sipan Ketchejian.[25]
- Prelacía de Atrpatakan (o de Azerbaiyán): con sede en Tabriz, cubre en Irán las provincias de Azerbaiyán Oriental, Azerbaiyán Occidental y Ardebil. Existe al menos desde el siglo XII. Su sede estuvo en el monasterio de San Tadeo hasta 1833, cuando pasó a Tabriz. En 1841 anexó el territorio de las suprimidas diócesis de Artaz y Nakhavka. Cuenta con 3 iglesias y una capilla en funcionamiento y otras 12 iglesias cerradas. Su prelado es el obispo Krikor Chiftjian.[26]
- Prelacía de Teherán: con sede en Teherán, cubre las 16 provincias de Irán no comprendidas en las otras dos diócesis. Fue creada en 1945. Cuenta con 14 iglesias.[27] Desde el 6 de junio de 2000 su prelado es el arzobispo Sebouh Sarkissian.[28]
- Prelacía de Kuwait y de los países vecinos: con sede en Salmiya, Kuwait. Comprende Kuwait, Baréin y Arabia Saudita. Fue creada como vicariato en 1980 y elevada a prelacía en 2017.[29] Cuenta con una iglesia.[30] Desde 23 de febrero de 2025 el vicario pontificio es el obispo Bedros Manuelian.[31][32]
- Prelacía de los Emiratos Árabes Unidos y Catar: con sede en Sharjah, Emiratos Árabes Unidos. Cuenta con 3 iglesias, una de las cuales está en Catar. Fue establecida en 2013 como vicariato separado de Kuwait[33] y en 2019 elevada a prelacía. Desde el 25 de noviembre de 2019 su prelado es el obispo Mesrob Sarkissian.[34]
- Vicariato armenio de Venezuela: con sede en La Florida, Caracas, cubre toda Venezuela. Tiene a su frente al sacerdote Vahridj Gharakhanian. La parroquia armenia se separó de la jurisdicción de Echmiadzin.[35]

### Catolicós y Hermandad Ciliciana
El catolicós es acompañado por la Hermandad Ciliciana, que es un organismo a modo de sínodo compuesto por obispos y sacerdotes. A diferencia de los patriarcados armenios de Jerusalén y de Constantinopla, el catolicós de Cilicia prepara, consagra y despacha en forma independiente de Echmiadzin el crisma.
Cuando el trono del catolicós está vacante queda a cargo de la sede el miembro más antiguo de la Hermandad Ciliciana, quien dentro de las 48 horas debe solicitar a esta la elección de un locum tenens para administrar el catolicosado. El locum tenens es elegido por los concejos mixtos religioso y político del comité central de la sede de Cilicia, los miembros ejecutivos de la asamblea general mundial y el presidente y el secretario de la Hermandad Ciliciana. El locum tenens en consulta con quienes lo eligieron fija la fecha de la elección del catolicós.
Las diócesis y comunidades envían un delegado electoral, incrementándose su número en uno por cada 5000 fieles. El locum tenens debe ordenar la elección de manera tal que la asamblea electoral esté compuesta por dos tercios de laicos y un tercio de eclesiásticos, de los cuales a su vez un tercio deben ser sacerdotes casados y los dos tercios restantes sacerdotes y obispos célibes.

### Complejo del catolicosado

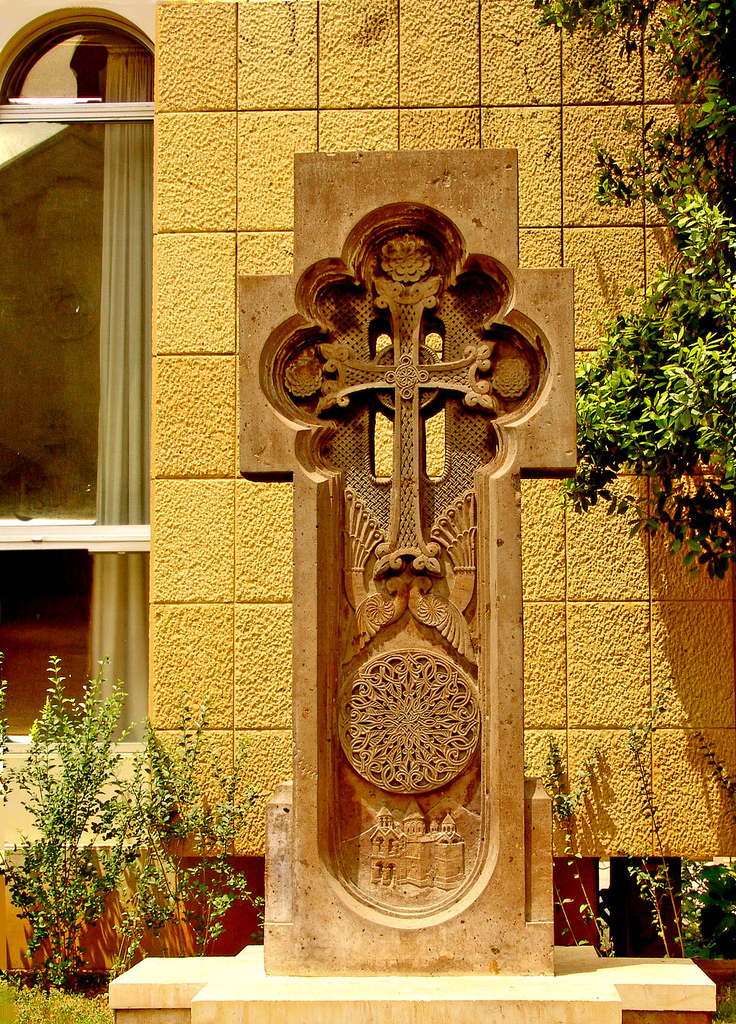
Un jachkar en las instalaciones

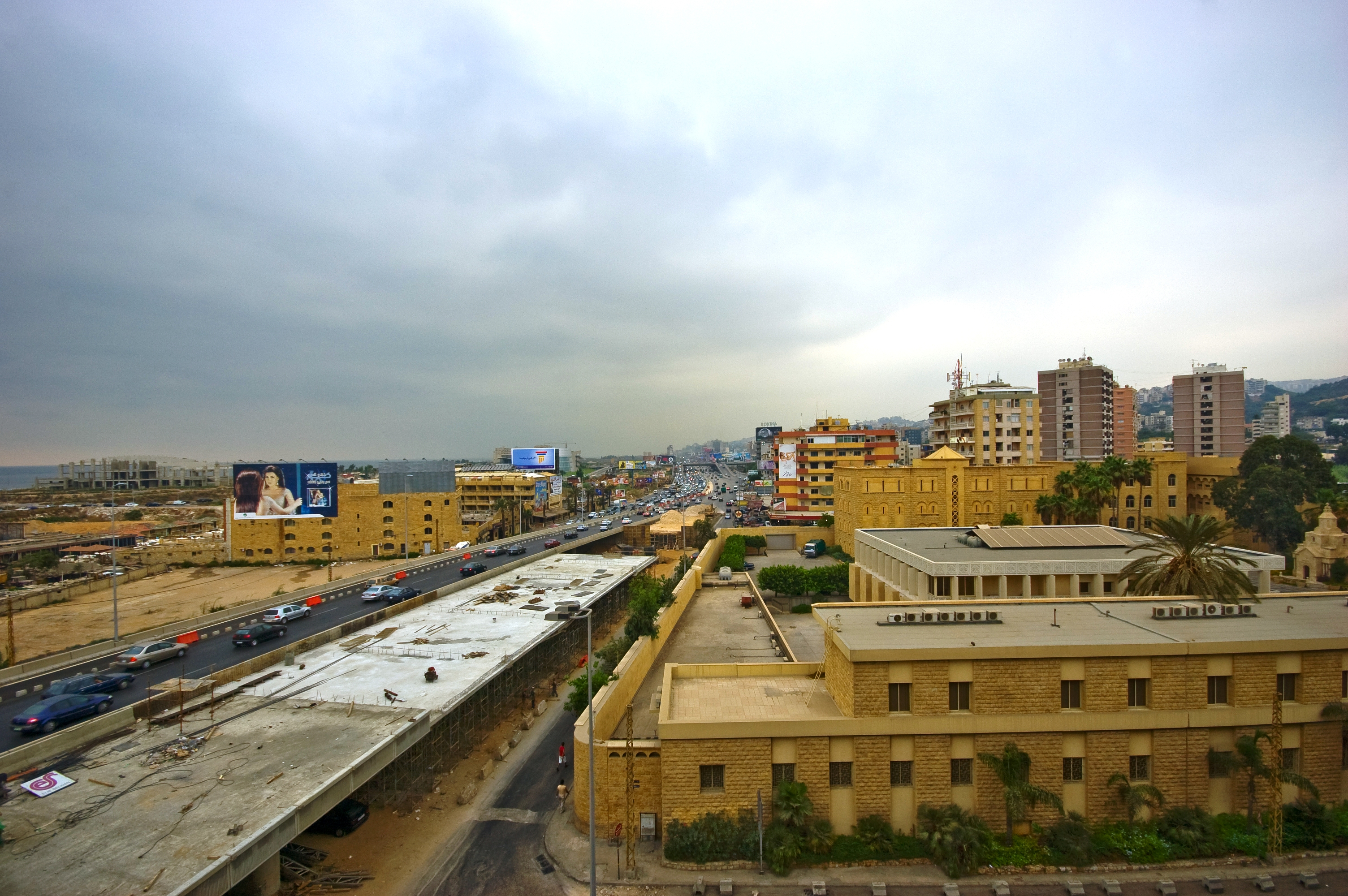
Vista parcial del complejo del catolicosado en Antelias en el mar Mediterráneo

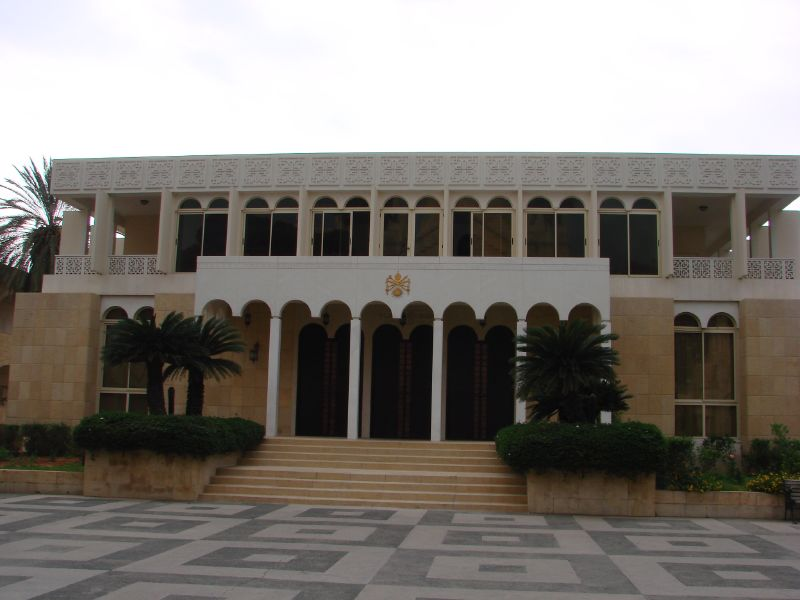
El Veharan, la residencia de los catolicós en Antelias

El complejo del catolicosado de la Casa Grande de Cilicia en Antelias incluye:
- Catedral de San Gregorio el Iluminador (1940);
- La biblioteca del catolicosado (1932);
- Museo Iglesia Cilicia (1997);
- Capilla conmemorativa a las víctimas del genocidio armenio;
- Residencia del catolicós.

El complejo del catolicosado también incluye el mausoleo/cementerio en donde están enterrados los miembros de la congregación de Antelias. Durante un cierto período, el catolicosado también albergó una escuela primaria armenia dentro del complejo, pero la escuela se trasladó a una nueva ubicación a unos pocos kilómetros de distancia debido a la creciente cantidad de estudiantes y niveles de grado, así como a la necesidad de aulas adicionales.
El seminario teológico ubicado en las montañas cercanas en Bikfaya también sirve como residencia de verano para los catolicós y el clero.

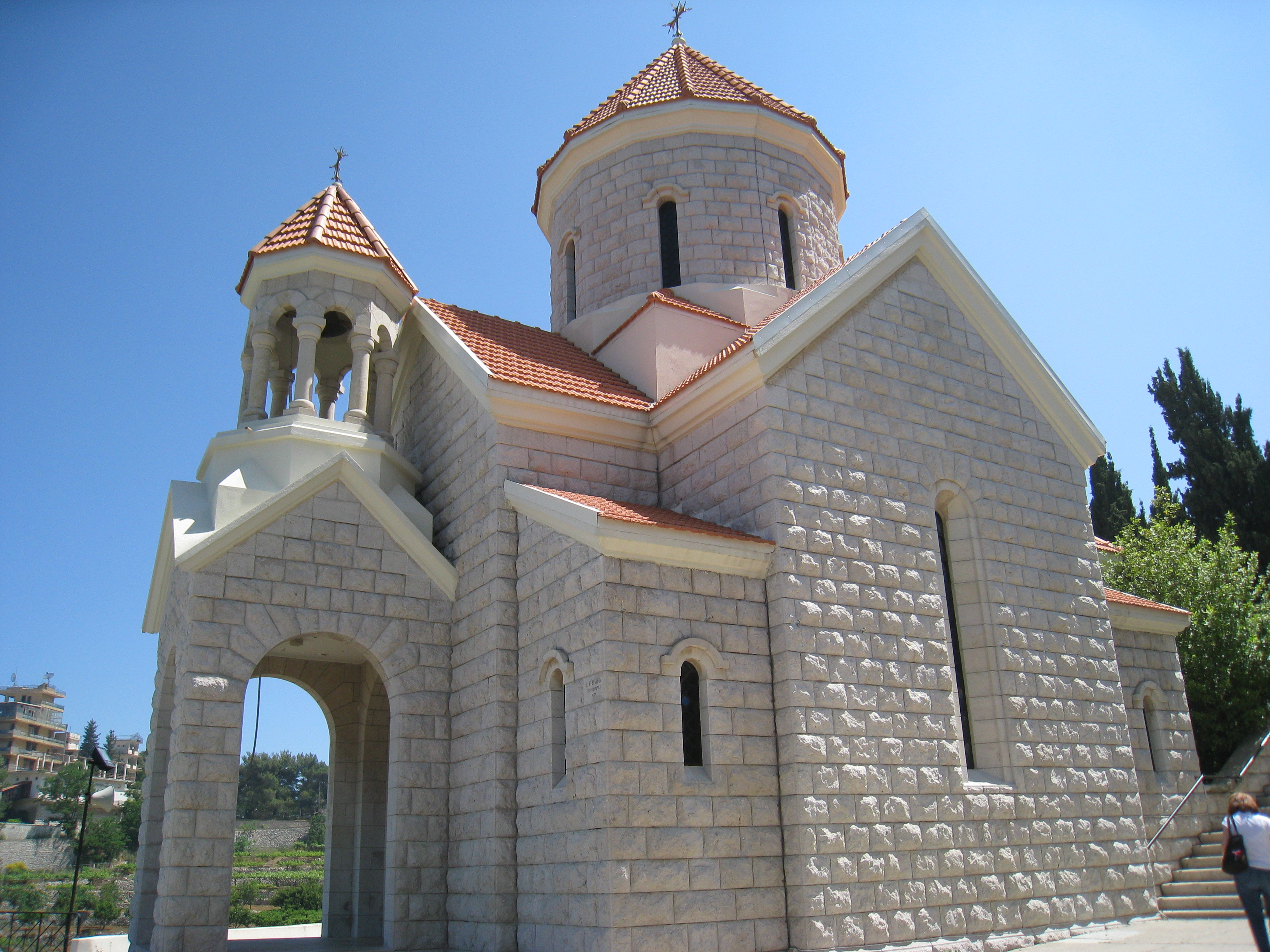
Iglesia de la Santa Madre de Dios (Sourp Asdvadzadzin) en el seminario de Bikfaya

El catolicosado tiene su propia editorial y tiene varias publicaciones, entre las que destaca Hask (en armenio Հասկ) de edición mensual, que es el órgano oficial de la Santa Sede de Cilicia.

## Historia

### Instalación en Cilicia
Después de la caída de Ani y del reino armenio bagratida en 1045, hubo una migración masiva de armenios a Cilicia. El catolicosado armenio, junto con el pueblo, se instaló allí. La sede de la Iglesia (que pasó a ser conocida como el catolicosado de la Gran Casa de Cilicia) se estableció por primera vez en Sivas en 1058 y se trasladó a Tavbloor en 1062, luego pasó a Dzamendav en 1066, a Dzovk en 1116 y a Hromgla en 1149.
Durante la Tercera cruzada los armenios de Cilicia prestaron colaboración a los cruzados y el caudillo armenio León (o Levon) pidió al emperador Enrique VI y al papa Celestino III el título de rey de Armenia. El papa envió a Tarso como legado al cardenal y arzobispo de Maguncia, Conrado de Wittelsbach, portando una corona que le sería entregada a León si el catolicosado armenio acordaba la unión con la Iglesia de Roma. El papa puso 3 condiciones respecto de las celebraciones de las fiestas en determinados días, la realización de servicios religiosos en iglesias (y no al aire libre, como era la costumbre armenia) y la observación del ayuno pascual y además requirió la aprobación de la unión por al menos 12 obispos armenios. A fines de 1198 los requerimientos fueron aceptados y se firmó un acta de unión entre el legado papal y 12 obispos, entre los cuales estaban el arzobispo de Tarso, Narsés de Lambron y el arzobispo Juan VI de Sis. El legado papal y el catolicós Gregorio VI Pahlavuni consagraron a León el 6 de enero de 1199 como León I de Armenia con el título de rey de Armenia, dando origen al Reino armenio de Cilicia. La unión no fue aceptada por el clero y el pueblo armenio y fue rechazada especialmente por los antipatriarcas cismáticos de la Armenia histórica. Algunas costumbres latinas fueron adoptadas en la Iglesia armenia, tales como el uso de la mitra y el báculo por los obispos. 
Entre los siglos XII y XIV en el Reino armenio de Cilicia había 23 prelacías de la Iglesia armenia, 5 de las cuales eran arzobispales: Sis (sede en el monasterio de Drazark), Tarson (sede en el monasterio de Mlich, en Georgia), Lampron (sede en el monasterio de Skevra), Anazarba (sede en el monasterio de Kastaghon), Mopsuestia (sede en el monasterio de Arqakaghni); y 18 eran episcopales: Adana, Ayas, Bardzraberd (actual Ergenuşağı, sede en el monasterio de Akner), Kapan (sede en el monasterio de Aregni, en Armenia), Tsamndav, Kopitar, Seleucia (actual Silifke), Enkuzut, Hargan o Hadjin (actual Saimbeyli), Molevon (sede en el monasterio de Grner), Mashkevor, Berdus, Sanvelants, Hovnants, Filipposyan, Metskar (actual Gürün), Mashard y Tiana.
En 1293 la fortaleza de Hromgla fue tomada por los mamelucos y el catolicós trasladó su sede a Sis (actual Kozan en la provincia de Adana en Turquía), capital del Reino armenio de Cilicia. Algunas reformas latinas fueron adoptadas por los catolicós hasta que en 1361 el catolicós Mesrop Artazetsi I convocó al 8.° concilio de Sis y ordenó retirar de los ritos de la Iglesia armenia todas las innovaciones que habían sido el resultado de las políticas prolatinas de los reyes de Cilicia, entre ellas la mezcla de agua y vino en el cáliz. El reino fue conquistado por los mamelucos en abril de 1375, quedando el catolicosado bajo control musulmán. Desde ese momento la Iglesia armenia también asumió el papel de liderazgo nacional, y el catolicós fue reconocido como etnarca (jefe de nación). Esta responsabilidad nacional amplió considerablemente el alcance de la misión de la Iglesia.
Invitado al Concilio de Florencia, el catolicós Constantino VI envió una delegación con plenos poderes encabezada por el obispo de Alepo, que aceptó las doctrinas y disciplinas latinas —igual que lo habían hecho los griegos— el 22 de noviembre de 1439, lo que fue promulgado por el papa Eugenio IV mediante el decreto Exultate Deo. La oposición a la unión se produjo entre los monjes de Armenia oriental y en 1441 un sínodo de 17 obispos opuestos al catolicós Gregorio IX y que recibió la adhesión de otros 12, eligieron un nuevo catolicós de todos los armenios en la antigua sede de Echmiadzin en la persona de Kirakos I Virapetsi de Armenia. Al mismo tiempo Gregorio IX Mousabegian (1439-1446) permaneció como católicos de la Gran Casa de Cilicia, sin oponerse a la restauración de la antigua sede. Por lo tanto, desde 1441 ambos catolicosados de la Iglesia apostólica armenia han funcionado independientemente con la primacía del catolicosado de todos los armenios en la Madre Sede de la Santa Echmiadzin, en donde reside el patriarca supremo y catolicós de todos los armenios, reconocido por el catolicosado de la Gran Casa de Cilicia en 1446. La Iglesia armenia tenía entonces 4 jurisdicciones eclesiásticas distintas y con frecuencia conflictivas (en comunión desde 1651): 3 catolicosados: en Sis (desde 1293), en la isla Akdamar (desde 1113 en el reino armenio de Vaspurakan) y en Echmiadzin (desde 1441); y el patriarcado armenio de Jerusalén (desde 1311). Inicialmente, el río Éufrates marcaba la frontera entre los catolicosados de Sis y de Echmiadzin. Luego de la toma de Constantinopla en 1453, el sultán Mehmed II creó en 1461 el patriarcado armenio de Constantinopla para liderar a toda la comunidad armenia en el Imperio otomano como su etnarca, por lo que administrativamente el catolicós de Cilicia le quedó subordinado. Los catolicós de Sis mantuvieron sus relaciones con el papa de Roma y la unión tuvo efecto en lugares como Sarai en el Volga y la colonia armenia de Kaffa en Crimea, bajo control de la República de Génova hasta su toma por el Imperio otomano en 1475. 
Según el representante papal Leonardo de Sidón, que en 1585 visitó Sis, bajo la jurisdicción del catolicosado de Cilicia había 23 prelados arzobispos u obispos, 20 monasterios, 100 monjes, 300 sacerdotes y numerosos diáconos.
Según un enviado armenio que visitó Roma en el siglo XVI el catolicosado de Cilicia tenía 20 prelacías. Según el boletín estadístico de Voskan Yerevantsi, a mediados del siglo XVII existían 6 sedes arzobispales: Constantinopla, Jerusalén, Beroea, Tesalónica, Chipre, Tarso; y 6 sedes episcopales: Anarzaba, Adana, Mopsuestia, Tiana, Neocesarea y Ancyra.

### División del catolicosado
Dentro de la comunidad cristiana armenia, especialmente desde el siglo XVII y gracias al trabajo de los misioneros latinos, se formaron grupos de cristianos católicos armenios. Estos eran grupos pequeños, o comunidades locales enteras arrastradas a la unión por su obispo, o monasterios que entraron en comunión con la Santa Sede. Un primer intento de elegir un patriarca para los armenios católicos se realizó en 1714 en Constantinopla, pero fue desarticulado por las autoridades turcas por los armenios ortodoxos: la asamblea se disolvió y muchos fueron arrestados, incluido el propio Tazbazian y quien era desde 1710 obispo católico de la prelacía de Alepo (arquidiócesis), Abraham Ardzivian. En 1719 el arzobispo Ardzivian pudo retornar a Alepo protegido por el gobernador de la ciudad. Ardzivian contaba con la simpatía del catolicós de Cilicia, Hovannes V de Hadjin, quien alentado por misioneros latinos había enviado una profesión de fe a Roma en 1718, pero falleció en 1721. Ardzivian fue acusado de introducir el rito latino en la misa y de separar a los armenios de la autoridad del sultán, por lo que el 2 de septiembre de 1720 el patriarca armenio de Constantinopla lo envió al exilio en la isla Arwad, cercana a Tartús. En marzo de 1721 los jeques de la familia Khazin donaron en Kreim en el distrito de Keserwan en el Líbano las tierras en donde luego fue construido el monasterio del Santísimo Salvador por 4 hermanos de la familia Hovsepian de Alepo, uno de los cuales (Hagop Hovsepian) fue ordenado sacerdote por Ardzivian en Alepo en junio de 1720. Estos hermanos convivían con monjes de la orden de los Antonianos Maronitas en Kadisho y adoptaron sus reglas. En febrero de 1722 Ardzivian fue liberado por medio de sus influencias maronitas y se refugió en las montañas libanesas en el monasterio de Kreim.
En 1735 el archimandrita Hagop Hovsepian regresó a Alepo como vicario de Ardzivian, pues los católicos de la ciudad lo continuaban reconociendo como su arzobispo. En 1737 murió el catolicós de Sis, Ghougas I de Cilicia, y el sínodo designó a su hermano Miguel I de Cilicia. Los armenios católicos de Alepo (ciudad que era la residencia más habitual del catolicós) consideraron que la elección era un caso de nepotismo y exigieron el regreso de Ardzivian. Con el apoyo de la revuelta del bajá de Egipto, en 1738 Hovsepian y los armenios católicos de Alepo obtuvieron una iglesia y consiguieron bajo protección francesa el pasaporte para la restitución de Ardzivian a la sede. Ardzivian regresó a Alepo en diciembre de 1739 después de siete años de prisión y 17 años de exilio voluntario en el monasterio de Kreim, lejos de su diócesis. En mayo de 1740 Ardzivian con el apoyo de dos obispos de la Iglesia greco-melquita católica consagró a Hovsepian como obispo coadjutor de Alepo. Poco después consagró a Sahak Parseghian (Isaac) como obispo de Kilis y a Melkon Markar Tahmanian como obispo de Mardin. Establecido así un sínodo, y mientras Ardzivian había retornado al Líbano, el 26 de noviembre de 1740 los tres nuevos obispos católicos armenios, 40 sacerdotes y 14 fieles laicos lo eligieron como su propio catolicós y solicitaron al papa su confirmación.
La elección del patriarca católico esta vez no pudo ser obstaculizada por el patriarca ortodoxo ni por el Gobierno otomano, comprometido en esos años por la revuelta del bajá de Egipto, que también involucró al Líbano en donde Abraham Ardzivian colocó su residencia patriarcal en el monasterio de Kreim. El 13 de agosto de 1742 el patriarca electo llegó a Roma, en donde una comisión de la Propaganda Fide consideró que el catolicosado de Sis estaba vacante porque un "herético" lo ocupaba (Miguel I). El 26 de noviembre de 1742 Ardzivian realizó una profesión de fe católica ante el papa Benedicto XIV, un consistorio de 18 cardenales y algunos obispos armenios exiliados, recibiendo del papa el reconocimiento de su elección como catolicós-patriarca de Cilicia de los armenios. El 8 de diciembre de 1742 el papa le entregó el palio. Ardzivian tomó el nombre de Abraham Pedro I Ardzivian y a partir de entonces todos los patriarcas católicos armenios llevan el nombre Pedro (Bedros), retornó al Líbano, desde donde mantuvo la comunicación con los armenios católicos de Cilicia por medio de monjes misioneros y organizó la congregación de los monjes antonianos. Desde entonces hubo una división permanente del catolicosado de Cilicia.

### El catolicosado en Sis hasta el genocidio armenio
La ciudad de Sis fue el centro del catolicosado de la Gran Casa de Cilicia durante más de seis siglos. El monasterio de Santa Sofía de Sis, hogar del catolicosado, dominaba la vista de la ciudad en fotografías de principios del siglo XX. 
En 1903 el catolicosado de Cilicia contaba con 15 prelacías, con 258 200 fieles que vivían en 267 villas, con 214 iglesias y 12 monasterios:
El patriarca de Constantinopla, Malachia Ormanian, en su libro The Church of Armenia: her history,... cuyo prefacio en francés está fechado el 1 de junio de 1910, dejó una cuadro detallado de las prelacías del catolicosado.
| Prelacía                           | Jerarca   | Parroquias | Iglesias | Apostólicos | Católicos | Protestantes | Total de armenios cristianos | Valiato         | Sanjacatos (kazas)                                              |
| ---------------------------------- | --------- | ---------- | -------- | ----------- | --------- | ------------ | ---------------------------- | --------------- | --------------------------------------------------------------- |
| Sis                                | catolicós | 10         | 7        | 9000        | -         | 500          | 9500                         | Adana           | Kozan (kazas de: Sis, Feke, Kars-ı Zülkadriye)                  |
| Adana                              | arzobispo | 16         | 12       | 35 000      | 2000      | 900          | 37 900                       | Adana           | Adana, Mersin e İçel                                            |
| Hadjin                             | obispo    | 5          | 8        | 20 000      | 1000      | 200          | 21 200                       | Adana           | Kozan (kaza de Hadjin)                                          |
| Payas                              | obispo    | 25         | 11       | 11 000      | -         | -            | 11 000                       | Adana           | Cebel-i Bereket                                                 |
| Beroea (o Alepo)                   | obispo    | 17         | 8        | 15 000      | 5000      | 2000         | 22 000                       | Alepo           | Alepo (kazas de: Alepo, Iskenderun y Belén)                     |
| Germanicia (o Maraş)               | arzobispo | 35         | 24       | 30 000      | 4000      | 3500         | 37 500                       | Alepo           | Maraş (kazas de: Maraş, Pazarcık y Elbistan)                    |
| Ulnia (o Zeitun)                   | obispo    | 18         | 14       | 20 000      | 500       | 500          | 21 000                       | Alepo           | Maraş (kazas de: Zeitun y Enderun, excepto la nahiye de Firnus) |
| Firnus (monasterio de San Karapet) | abad      | 6          | 10       | 7000        | -         | -            | 7000                         | Alepo           | Maraş (kaza de Enderun -solo la nahiye de Firnus-)              |
| Aintab (o Antep)                   | obispo    | 4          | 6        | 30 000      | 1000      | 4000         | 35 000                       | Alepo           | Aintab (kazas de: Aintab y Kilis)                               |
| Antioquía (o Antakya)              | obispo    | 16         | 9        | 12 000      | 2000      | 1500         | 15 500                       | Alepo           | Alepo (kazas de: Antakia, Yisr al-Shugur y Sayun)               |
| Melitene (o Malatya)               | obispo    | 42         | 23       | 20 000      | 2000      | 1000         | 23 000                       | Mamuret-ul-Aziz | Malatya                                                         |
| Yozgat                             | obispo    | 46         | 43       | 40 000      | -         | 1000         | 41 000                       | Angora          | Yozgat                                                          |
| Gürün (o Kurin)                    | obispo    | 11         | 26       | 17 000      | 500       | 1000         | 18 500                       | Sivas           | Sivas (kazas de: Gürün y de Kangal)                             |
| Tefrike (o Divriği)                | obispo    | 14         | 19       | 11 000      | -         | 300          | 11 300                       | Sivas           | Sivas (kaza de Divriği)                                         |
| Tarantia (o Darende)               | abad      | 2          | 4        | 7000        | -         | -            | 7000                         | Sivas           | Sivas (kaza de Darende)                                         |
| Total                              | -         | 267        | 224      | 299 000     | 17 000    | 16 400       | 332 400                      |                 |                                                                 |

El último catolicós que residió en Sis fue Sahak II (catolicós de 1902 a 1939). Durante el genocidio armenio en 1915 la población armenia de Cilicia fue aniquilada en su mayor parte y el catolicós debió mudarse a Alepo, la única de las 15 prelacías que siguió funcionando, ya que quedó fuera del control turco. 

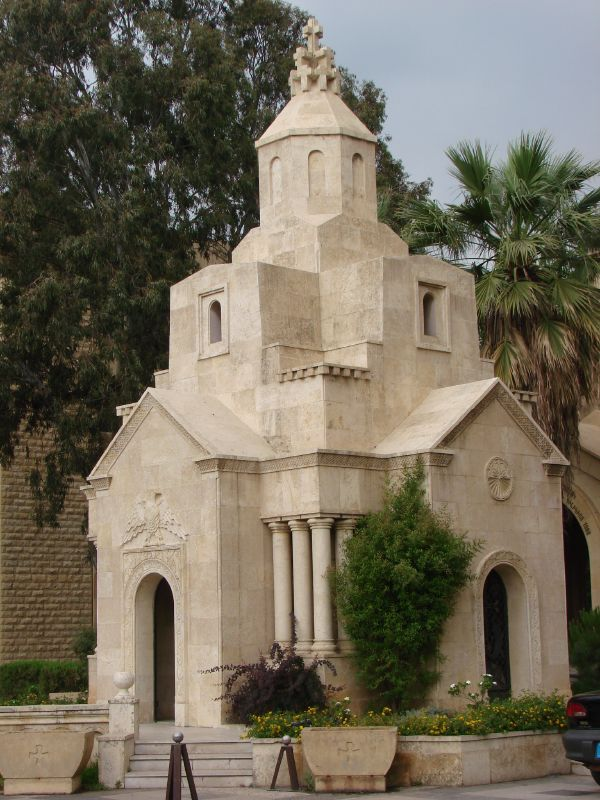
Capilla conmemorativa del genocidio armenio en las instalaciones del catolicosado en Antelias

Durante la Primera Guerra Mundial el catolicosado fue disuelto temporalmente, la millet armenia disuelta y la constitución armenia abolida. Con el fin de eliminar los vínculos entre los armenios otomanos y la sede de Echmiadzin, y oficialmente porque los armenios habían sido removidos del territorio turco remanente, el Gobierno de los Jóvenes Turcos unificó por ley estatal de 10 de agosto de 1916 las sedes armenias de Constantinopla, Cilicia, Jerusalén y Aghtamar a favor de un patriarcado-catolicosado de nueva creación de todos los armenios otomanos con sede en Jerusalén (de 1516 a diciembre de 1917 bajo el dominio otomano y con sede patriarcal vacante desde 1910). Para el nuevo cargo Sahag II Khabayan de Cilicia fue nombrado por el Gobierno como el primer patriarca-catolicós en 1916, pero ante la inminente caída de la ciudad en manos británicas, en 1917 fue deportado de Jerusalén a Damasco. Tras el armisticio, en 1918 regresó a Cilicia y trató de reasentar su histórico catolicosado en la ciudad cilicia de Adana, que estaba bajo control de Francia. En diciembre de 1921, después de renovadas masacres de armenios en Cilicia por parte de la Turquía kemalista y ante el retiro francés de Cilicia, Sahak II con la población armenia sobreviviente huyó para buscar refugio en Alepo, Siria. Luego, por más seguridad, se trasladó al Líbano.
Tras la derrota otomana y luego del armisticio del 30 de octubre de 1918, el 4 de noviembre de 1918 el Gobierno turco abrogó la ley de deportación de los armenios y el 20 de noviembre restauró el estatus legal del patriarcado armenio de Constantinopla y del catolicosado de Cilicia de acuerdo a la constitución armenia de 1863.
Para preservar este trono histórico luego de su expulsión de Cilicia, en 1929 a petición del catolicós Sahak II de Cilicia el patriarca Yeghishe I Tourian del patriarcado armenio de Jerusalén aceptó cederle casas de albergue en Siria y Líbano y además le transfirió las prelacías de Damasco, Beirut y Latakia. Mientras que el patriarcado armenio de Constantinopla le transfirió la prelacía de Chipre, en ambos casos bajo recomendación del catolicós Kevork de Echmiadzin. De esa forma el catolicosado de Cilicia fue trasplantado a su nueva jurisdicción sobre Líbano, Chipre y el sur de Siria, reteniendo solo el norte de Siria de su antigua jurisdicción, pasando a tener 5 prelacías operativas: Alepo, Damasco, Latakia, Beirut y Chipre.

### Instalación en Antelias
En 1922 el Comité Estadounidense de Socorro en el Cercano Oriente estableció un orfanato en Antelias para sobrevivientes del genocidio, que continuó operando hasta 1928. En 1929 Sahak II solicitó los edificios vacíos del orfanato al Comité Ejecutivo de la fundación, que en 1930 les fueron arrendados al catolicosado de Cilicia por un período de cinco años para ser utilizados como su asiento y para un seminario para la formación de sacerdotes y maestros. La fundación también acordó contribuir con 6000 a 7000 dólares anuales para los costos de funcionamiento. La primera misa en el seminario del catolicosado en Antelias tuvo lugar el domingo 12 de octubre de 1930. 
En 1933, después de la ocupación soviética de Armenia, la Iglesia armenia en América se dividió, surgiendo la Iglesia apostólica armenia de América. En 1958 esta rama se incorporó al catolicosado de Cilicia como prelacía de América del Norte, que comenzó a tomar el control de parte de la diáspora armenia debido al control soviético sobre la sede de Echmiadzin, lo que llevó a la duplicación de jurisdicciones en Estados Unidos, Canadá, Grecia y Siria.
Usando donaciones de Simon y Mathilde Kayekjian, el catolicosado finalmente compró la propiedad en Antelias. El enfermo catolicós Sahak II, que murió en 1939, fue ayudado en sus últimos años por Papken I, quien se desempeñó como catolicós coadjutor desde 1931 hasta su muerte en 1936.
La catedral de San Gregorio el Iluminador fue construida gracias a la donación de un benefactor cuyo nombre, Sarkis Kenadjian, solo se reveló después de su muerte, según su deseo. También se construyó una capilla en memoria del millón y medio de mártires armenios, seguida de una residencia para los catolicós, llamada Veharan (Վեհարան), y un nuevo edificio del seminario. La capilla fue construida después de la donación del benefactor y coleccionista de arte armenio-chipriota Vahram Utidjian, hijo de Apisoghom Utidjian, traductor oficial del gobierno británico en Chipre. Sin embargo, el museo Cilicia es un desarrollo mucho más tardío, ya que fue construido e inaugurado en 1997.

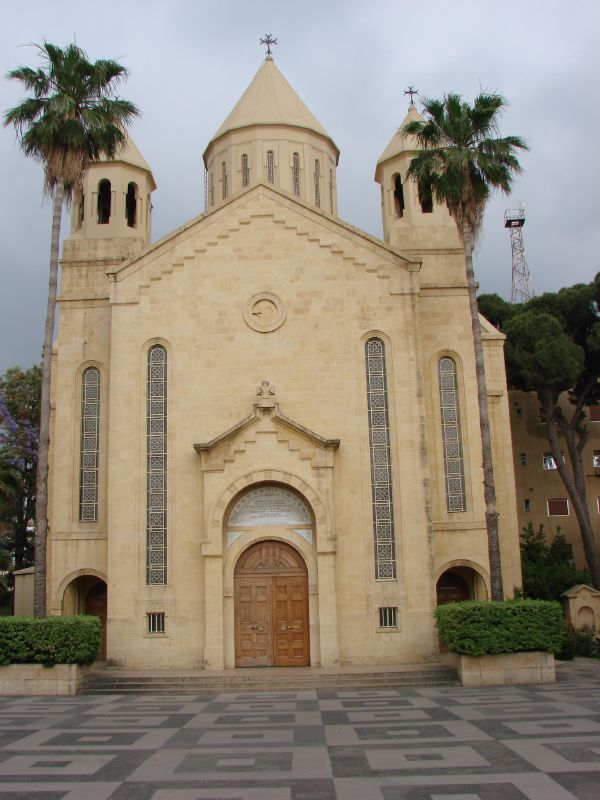
Catedral San Gregorio el Iluminador (1940)

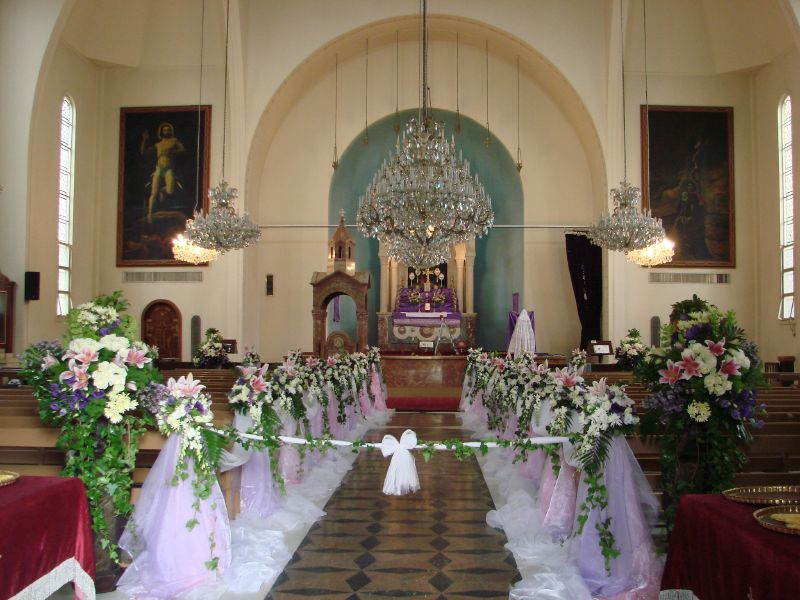
Interior de la catedral San Gregorio el Iluminador

Uno de los últimos catolicós de Cilicia, Karekín II Sarkisian (1983-1995) fue elegido catolicós de todos los armenios, en busca de la unidad de la Iglesia armenia, en un intento con apoyo político, que resultó en fracaso. En 1997 las delegaciones de ambos catolicosados se reunieron en Echmiadzin para tratar de superar sus diferencias y así poder fortalecer la unidad de la Iglesia apostólica armenia, con tal propósito se hizo un esfuerzo para elaborar un borrador para una constitución común para la Iglesia armenia, con el objeto de normalizar sobre estas bases las relaciones entre Echmiadzin y Cilicia.
Luego de diversos intentos previos ante el Gobierno turco, el 30 de agosto de 2019 el catolicosado presentó una demanda ante un tribunal de Turquía para obtener la devolución del monasterio y la catedral de Santa Sofía en Sis.

## Episcopologio

### Era de Sivas, 1058-1062, era de Tavbloor, 1062-1066
- Khachig II de Cilicia (1058-1065)

### Era de Dzamendav (Zamidia), 1066-1116
- Gregorio II el Martirófilo (1066-1105)
- Basilio I de Cilicia (1105-1113)

### Era de Dzovk, 1116-1149, era deHromgla, 1149-1293
- Gregorio III de Cilicia (1113-1166)
- Nerses IV el Agraciado (1166-1173)
- Gregorio IV el Joven (1173-1193)
- Gregorio V de Cilicia (1193-1194)
- Gregorio VI de Cilicia (1194-1203)
- Juan VI el Rico (1203-1221)
- David III de Arkakaghina - catolicós elegido por León I debido a desacuerdos con Juan VI (1207-1212)
- Constantino I de Cilicia (1221-1267)
- Jacobo I el Culto (1268-1286)
- Constantino II de Cilicia (1286-1289)
- Esteban IV de Cilicia (1290-1293)

### Era de Sis, 1293-1930
- Gregorio VII de Anazarbo (1293-1307)
- Constantino III de Cilicia (1307-1322)
- Constantino IV de Cilicia 1323-1326
- Jacobo II de Cilicia (1327-1341), d. 1359
- Mekhitar de Cilicia (1341-1355) 
  - Jacobo II de Cilicia (restaurado) (1355-1359)
- Mesrob de Cilicia (1359-1372)
- Constantino V de Cilicia (1372-1374)
- Pablo I de Cilicia (1374-1382)
- Teodoro II de Cilicia (1382-1392)
- Garabed de Cilicia (1393-1404)
- Jacobo III de Cilicia (1404-1411)
- Gregorio VIII de Cilicia (1411-1418)
- Pablo II de Cilicia (1418-1430)
- Constantino VI dd Cilicia (1430-1439)
- Gregorio IX de Cilicia (1439-1446)

Durante el tiempo de Gregorio IX la sede de Echmiadzin fue restaurada, 1441.
- Garabed II de Cilicia (1446-1477)
- Esteban de Cilicia (1475-1483)
- Hovhannes I de Cilicia (1483-1488)
- Hovhannes II de Cilicia (1489-1525)
- Hovhannes III de Cilicia (1525-1539)
- Simeón de Cilicia (1539-1545)
- Ghazar (1545-1547)
- Toros de Cilicia (1548-1553)
- Khachadour I de Cilicia (1553-1558)
- Khachadour II de Cilicia (1560-1584)
- Azaria I de Cilicia (1584-1601)
- Hovhannes IV de Cilicia (1601-1621) 
  - Bedros I de Cilicia (coadjutor) (1601-1608)
- Minas de Cilicia (1621-1632)
- Simeón II de Cilicia (1633-1648)
- Narses de Cilicia
- Toros II de Cilicia (1654-1657)
- Khachadour III de Cilicia (1657-1677)
- Sahak I de Cilicia (1677-1683)
- Azaria II de Cilicia (1683-1686)
- Grigor II de Cilicia (1686-1695)
- Asdvadzadour (1695-1703)
- Madteos  (1703-1705)
- Hovhannes V (1705-1721)
- Grigor III  (1721/2-1729)
- Hovhannes VI (1729/30-1731)
- Ghougas (1731-1737)
- Miguel I de Cilicia  (1737-1758)
- Gabriel de Cilicia  (1758-1770)
- Yeprem I  (1770-1784)
- Toros III (1784-1796)
- Giragos I de Cilicia (1797-1822)
- Yeprem II (1822-1833)
- Miguel II de Cilicia (1833-1855)
- Giragos II de Cilicia (1855-1866)
- Mekerdich (1871-1894)
  - sede vacante (1894-1902)

### Era de Antelias, Líbano, desde 1930
- Sahag II de Cilicia (1902-1939)

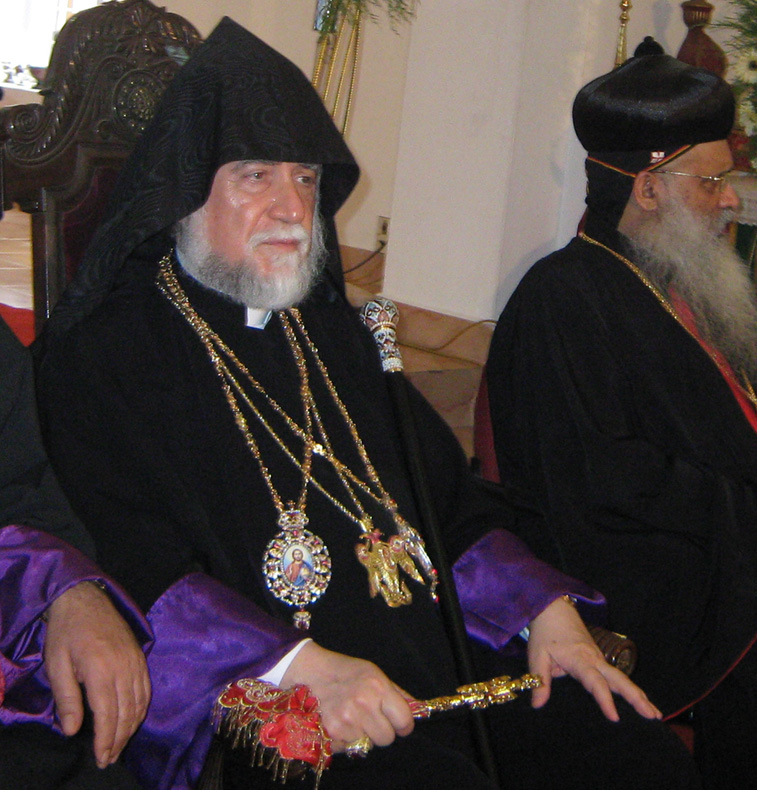
Aram I

  - Papken I de Cilicia, coadjutor (1931-1936)
- Bedros IV de Cilicia (1940)
  - sede vacante (1940-1943)
- Karekin I (1943-1952)
- Zareh de Cilicia (1956-1963)
- Khoren I (1963-1983)
- Karekin II (Cilicia) (1977-1995), elegido catolicós de Armenia y de todos los armenios como Karekin I (1995-1999).
- Aram I (desde 1995)